# (3427) Szentmártoni
(3427) Szentmártoni es un asteroide que forma parte del cinturón de asteroides y fue descubierto por György Kulin el 6 de enero de 1938 desde el observatorio Konkoly de Budapest, Hungría.

## Designación y nombre
Szentmártoni se designó al principio como 1938 AD.
Más tarde fue nombrado en honor del astrónomo aficionado húngaro Belá Szentmártoni (1931-1988).

## Características orbitales
Szentmártoni está situado a una distancia media de 2,28 ua del Sol, pudiendo alejarse hasta 2,588 ua y acercarse hasta 1,972 ua. Su excentricidad es 0,1352 y la inclinación orbital 2,602°. Emplea 1258 días en completar una órbita alrededor del Sol.